# Bénédictine
Bénédictine (česky Benediktinka nebo benediktýnka) je tradiční francouzský bylinný likér s jantarovou barvou a sladkou aromatickou chutí, jenž se řadí mezi nejstarší likéry na světě.

## Historie

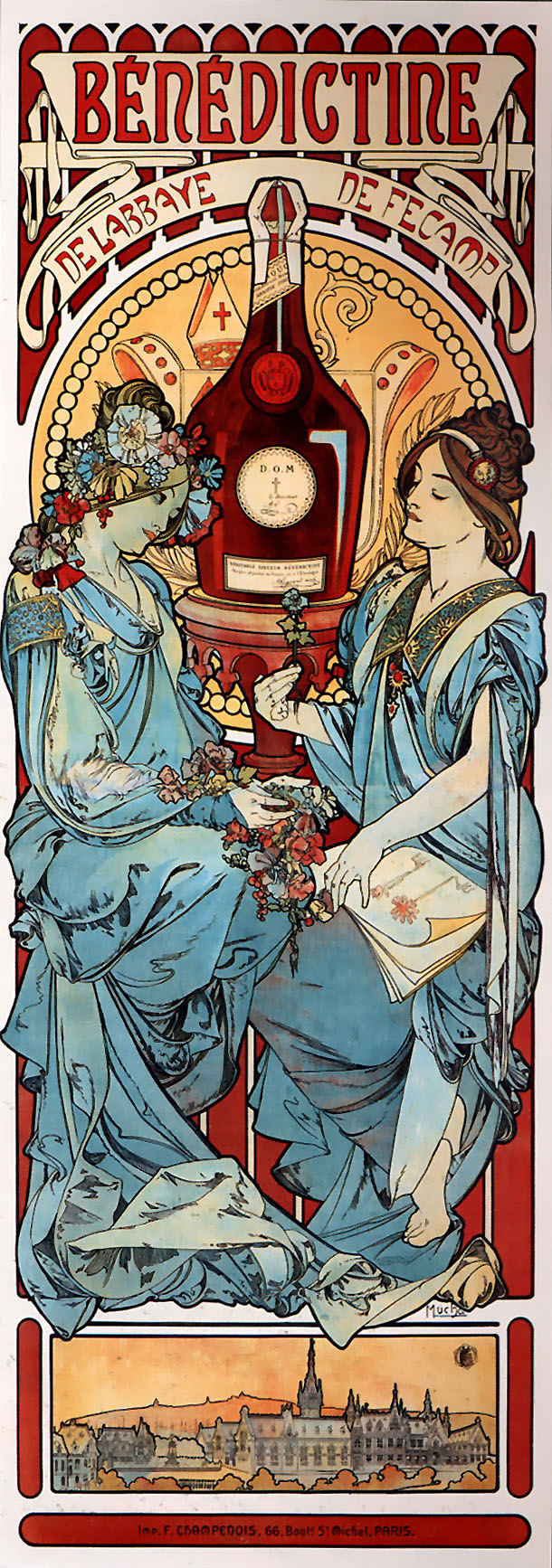
Plakát Alfonse Muchy z roku 1898

Likér vytvořil údajně roku 1510 benátský benediktinský mnich Bernardo Vincelli, který tehdy žil v Normandii v opatství Fécamp. Věnoval se alchymii a destilaci alkoholu z léčivých bylin, které nacházel a sbíral na náhorní plošině Cauchois. Nápoj velmi oceňoval francouzský král František I. Během staletí se původní receptura ztratila.
V historii kláštera se žádná zpráva o mnichovi toho jména ani o ocenění elixíru králem Františkem I. nenachází. Po rozptýlení benediktinského řádu během francouzské revoluce koupil rukopis receptury významný fécampský občan v roce 1791, aniž by znal jeho obsah. Dokument se našel v roce 1863 v rodinné knihovně jeho vzdáleného potomka, obchodníka s vínem Alexandra Prospera Huberta Le Granda. Pravděpodobnější se zdá, že sám Alexandre Le Grand likér vymyslel, s pomocí lékárníka jej sestavili ze starých receptů. Recepty našel v knize pocházející z opatství jeden z jeho předků z matčiny strany, který vykonával úřad fiskálního prokurátora opatství. Alexandre se zavázal vytvořit nový „elixír zdraví“, který nazval „Bénédictine“. Svůj neogotický palác proměnil na Palác benediktinky. Zaznamenal okamžitý úspěch. Téhož roku se prodalo 150 000 lahví a v následujících letech se začaly objevovat padělky likéru, až roku 1875, kdy Alexandr Le Grand dostal na likér s tímto názvem patent (marque deposée). I přes tyto restrikce se vyráběla mj. dvojí Česká benediktinka, v likérce A.J. Anrese v Ústí nad Orlicí a v lihovaru v Krásném Březně V roce 1969 výrobu převzal podnik GET Frères, výrobce stejně renomovaného likéru Pippermint Get. Od roku 1986 se vyráběl v koncernu Martini & Rossi pod kontrolou skupiny GET, od roku 1992 u firmy Bacardí.

## Složení
Likér se vyrábí z 27 speciálně vybraných bylin a obsahuje 40 % alkoholu.. Mezi bylinami jsou zastoupeny: andělika, yzop, jalovec, myrha, šafrán, květ jedle, aloe, arnika, meduňka, čaj, tymián, koriandr, hřebíček, citron, vanilka, pomerančová kůra, med, skořice a muškátový oříšek. Přesné složení a poměr bylin je tajemstvím, k jeho receptuře se hlásí český Kneipův žaludeční likér.

## Současnost
Produkce likéru se z Francie ze 75% exportuje do zahraničí, hlavně do Spojených států, Malajsie a Singapuru.

## Ochranná známka
Každá originální láhev musí mít na zátce tištěný nápis « Véritable Bénédictine », na hrdle vtlačenou červenou pečeť a papírovou známku s iniciálami D.O.M., zkratkou latinské devisy Deo Optimo Maximo, tj. Bohu maximum toho nejlepšího a kolem ní plombu z olověného plechu s nápisem « Véritable † Bénédictine » (Pravá benediktinka).